# Tylototriton kweichowensis
Espèce
Statut de conservation UICN

 VU B2ab(iii,v) : Vulnérable
Tylototriton kweichowensis est une espèce d'urodèles de la famille des Salamandridae.

## Répartition
Cette espèce est endémique de République populaire de Chine. Elle se rencontre entre 1 500 et 2 400 m d'altitude dans l'ouest du Guizhou et dans le nord-est du Yunnan.

## Étymologie
Son nom d'espèce, composé de kweichow et du suffixe latin -ensis, « qui vit dans, qui habite », lui a été donné en référence au lieu de sa découverte, Kweichow, un autre nom de la province du Guizhou.

## Publication originale
- Fang & Chang, 1932 : Notes on Tylototriton kweichowensis sp nov. and asperrimus Unterstein. Sinensia, Nanking, vol. 2, p. 111-122.